# المدينون المجهولون
المدينون المجهولون (بالإنجليزية: Debtors Anonymous، واختصارًا: DA)، هي منظمة طرحت برنامجًا مكونًا من 12 خطوة للأشخاص الذين يريدون التوقف عن تكبد ديون غير مضمونة، وقد سُجل لهذه المنظمة تبعًا لبيانات صدرت في عام 2011 أكثر من 500 اجتماع أسبوعي ضمن 15 دولة حول العالم، ويطلق على أولئك الذين يتحملون ديونًا غير مضمونة قسريًا «المدينون المقهورون».
يشجع برنامج المنظمة على الاحتفاظ بالسجلات المالية والمراقبة الدقيقة للأموال بما فيها المشتريات والدخل ومدفوعات الديون؛ وذلك للحصول على صورة واضحة حول عادات الإنفاق، بحيث تستخدم هذه المعلومات لاحقًا لمساعدة الفرد في تطوير ممارسات إنفاق سليمة ومساعدته في الحفاظ على جودة حياة معقولة مع استمراره في سداد الديون بالطبع. يقترح البرنامج كذلك خططًا مستقبلية لزيادة دخل الفرد، والهدف الأساسي من ذلك هو تسهيل التغيير التدريجي لشخصيات الأعضاء لتبدل في النهاية نظرتهم للعالم وتحسن من سلوكياتهم.
على الرغم من أهمية أيديولوجية وأهداف «المدينين المجهولين»، وجد عالم الاجتماع تيريل أ.هايز في مقابلات متعمقة أجراها في منتصف تسعينيات القرن العشرين مع عينات عشوائية مكونة من 46 عضوًا، أن الكثير منهم مقتنع جزئيًا فقط بأيديولوجية المنظمة، وأن الوصم الذي يستخدم في وصف الأعضاء قد يقلل من قبول أيديولوجيا المنظمة.

## تطورها
أجمع في عام 1968 بضعة أعضاء من منظمة «مدمنو الكحول المجهولون» على أن الصعوبات المالية التي يلقونها ما هي إلّا إدمان لا يختلف عن إدمان الكحول، وعلى هذا الأساس أسسوا منظمة سميت باسم «بيني بيشرز»، وأعيدت تسميتها لاحقًا لتصبح «كابيتال بيلدرز»، إذ اعتقد المؤسسون في البداية أن مشاكلهم المالية تنبع من عجزهم عن ادخار الأموال؛ لذلك قاموا بوضع ودائع يومية في حساباتهم الادخارية، لكنهم لاحظوا فيما بعد أن الادخار لم يكن المشكلة الأساسية، وإنما عجزهم عن الاستمرار في سداد الديون.
بدأ الأعضاء في أوائل عام 1971 يدركون أن تكبد الديون غير المضمونة هو عتبة مرضهم، وأخذو يلتزمون نتيجةً لذلك نهجًا صارمًا من 12 خطوة ليمنعهم من تكبد المزيد من الديون. توقفت الاجتماعات بعد ذلك حتى عام 1976 حين بدأت مجموعة من شخصين أو ثلاثة بالاجتماع من جديد بشكل منتظم كل أربعاء ضمن كنيسة سانت ستيفان في مانهاتن بنيويورك، وفي غضون سنة تشكلت مجموعة ثانية واستمرت المنظمة بالنمو، وقد عُقد أول مؤتمر للخدمات العامة في عام 1987 في قاعة محاضرات مركز سانت فينسنت الطبي الكاثوليكي في منهاتن وفي عام 2009 كان هناك 512 مجموعة تجتمع في جميع أنحاء العالم.

## العضوية
المدينون المجهولون هم في الأساس منظمة تسهل التعافي من «الدين القهري» وهو مصطلح مستحدث ذُكر بأشكال متعددة ضمن مؤلفات هذه المنظمة كاضطراب نفسي، مرض متصاعد، وإدمان لا يمكن معالجته والسيطرة عليه، كذلك فقد تمت الإشارة إلى أنه مصطلح عام يشتمل على العديد من أنماط السلوك من «تكبد ديون غير مضمونة حتى التسوق القهري، ومن التفكير المبالغ فيه حتى عقلية الحرمان». يطلق لقب المدينون المقهورون على الأشخاص غير القادرين على التحكم بديونهم؛ الأمر الذي سيسبب لهم استمرار وتفاقم المشاكل في حياتهم. ولكي يكون الأعضاء قادرين على تحديد ما إذا كانوا مدينين مقهورين أو لا فقد أمنت المنظمة استبيانًا مؤلفًا من خمسة عشر عنصرًا (يجيب معظم المدينين فيها بنعم على 8 أو أكثر من الأسئلة)، إضافةً إلى قائمة تضم اثنتا عشرة علامة على الدين القهري. عزا أعضاء منظمة المدينون المجهولون -في دراسة إثينوغرافية- أسباب الدين القسري إلى التفكك الأسري والثقافة السائدة التي تضغط على الناس ليستمروا في إنفاق الأموال.
يمكن لأعضاء المنظمة أن يصفوا أنفسهم بشكل أكثر تحديدًا كمتسوقين أو منفقين قهريين، مدينين اتكاليين، أو ناقصي كسب قهريين، إذ يعتبر الإنفاق القهري (وهو إنفاق المال على حساب الفرد أو إنفاقه على شراء سلع أو خدمات معينة بعد اتخاذ قرار بالامتناع عن ذلك أو وجود رغبة بعدم القيام به) أحد الأعراض المرتبطة بالدين القهري، كذلك فإن الإنفاق القهري يكون في كثير من الأحيان وسيلة للتخلص من المشاعر غير المريحة، وقد طرحت المنظمة استبيانًا من ثلاثين عنصرًا لتساعد الناس على تحديد ما إذا كانوا ينفقون بشكل قهري؛ بحيث تكون الإجابة بنعم على ثلاثة أو أكثر من تلك الأسئلة دليلًا على امتلاكهم لهذه المشكلة علمًا أنه ليس بالضرورة أن يكون المنفق القهري مدينًا، ولكن إذا كانت لديه الرغبة في تجنب ذلك قبل حدوثه فإن «المدينون المجهولون» ترحب بهم.
أمَّا ناقصو الكسب المقهورون فهم أشخاص يملكون مهارات مهمة، لكنهم غير قادرين على كسب المال الكافي لدعم أنفسهم دون التورط بديون غير مضمونة، وقد وضعت المنظمة قائمة تضم 12 عرضًا من أعراض نقص الكسب القهري. قد تتحول هذه المشكلة إلى «فقر قهري»؛ وهو مصطلح يصف الأشخاص الذين يعانون بشكل مستمر من ضائقة مالية. يوجد مصطلح آخر مرتبط بالسابق، وهو القهر المالي الذي يصف مبالغة الشخص في الفخر بامتلاكه احتياجات مالية قليلة وارتياحه في العيش في ظل الحرمان؛ مع الإشارة إلى أن ليس كل فرد من هذه الفئة ناقص كسب بالضرورة، ولكن المنظمة ترحب بكل من يملك مشكلة قد تؤدي إلى وقوعه في الدين.

### التصنيف النفسي
لم تُصنف المديونية كمرض في الإصدارين السابق والحالي من الدليل التشخيصي الصادر عن الجمعية الأمريكية للطب النفسي، ولا يحتوي أي من الإصدارين على اضطراب الشراء القسري وهو حالة مشابهة للاقتراض القسري، ولا على أي مشكلات متعلقة بالإنفاق ضمن الخانات التشخيصية. لكن الإصدار السابق يحتوي على خانة اضطرابات السيطرة الاندفاعية غير المحددة، وذلك لتشخيص مشكلات السيطرة الاندفاعية التي لم تذكر في مكان آخر في الدليل.

## الاصطلاحات
تصف عبارة «الضبابية القاتلة» المقترضين قسرًا، وهي تجنب مستمر لمراقبة الموارد المالية، وتتضمن تجنب التواصل مع الدائنين مما يؤدي إلى المبالغة أو نقص تقدير رصيد الديون. قد يكون الدين بدون ضمان ناتجًا عن المبالغة في التقدير. إن الوضوح هو عكس الضبابية ويتطلب صورة واضحة عن كمية المال الذي يملكه الشخص، ومقدار الدين في أي وقت من الأوقات. تشجع منظمة «المدينون المجهولون» على الوعي بالتغلغل الثقافي للدَين والإفراط في الإنفاق. ويقترح البرنامج على أعضائه أن يبقوا مدركين للحيل الإعلانية الذكية وولأفكارهم ومشاعرهم التي تحرك الرغبة في إنفاق المال.
يمكن الانغماس المفرط بالمديونية أن يؤدي إلى المديونية العاطفية والدين الذاتي. الدين الذاتي هو عدم القدرة على تحديد أو تحقيق الحاجات الشخصية بسبب هذه الأنواع من الانهماكات، والمديونية العاطفية هي ما يرافق الحالة من ضغط وقلق ومشاعر اليأس وانعدام الأمل وصولًا للتخيلات الانتحاريّة. يظهر الدين الذاتي بطرق مختلفة كاتخاذ تدابير مبالغ فيها لإخفاء الدليل على وجود مشاكل مادية أو ديون، والسداد للدائنين على حساب حاجات الشخص/ أو حتى إمضاء وقت طويل جدًا في إدارة التدابير المالية.
«التقشف» وهو الامتناع عن سحب أي ديون جديدة دون ضمان، وهو تعريف صارم يشمل عدم تسديد الفواتير في وقتها، واقتراض المال من العائلة أو الأصدقاء من دون دين البطاقة الائتمانية المباشر والقروض الأخرى غير المؤمنة. وإذا امتنع أحد الاعضاء عن سحب ديون دون ضمان لمدة يوم كامل سيعد موسرًا في ذلك اليوم. ولا يتطابق مصطلح «الموسر» مع مصطلح الملاءة المالية (الدرجة التي تتجاوز فيها الأصول الالتزامات).
يشكل الاعتقاد بالوفرة الكونية أساسًا كبيرًا لبرنامج منظمة «المدينون المجهولون». نحن نتعلم من المنافسة ولا نخشاها لأنه ثمة موارد كافية للجميع. يستبدل هذا المنظور التفكير بالحرمان الذي يرافق الدين القسري وزيادة الانفاق وقلة الدخل.
قد يكون أعضاء منظمة «المدينون المجهولون» في حالة تشوش وعدم تركيز حيال أهدافهم في الحياة، وهنا يأتي دور البرنامج في تطوير «الرؤية»، أي المقدرة على تشكيل صورة واضحة ودقيقة لما يريدون فعله في حياتهم. يستطيع المدينون المجهولون اكتشاف هذه الرؤية بالامتناع عن سحب ديون دون ضمان، واتباع الخطوات الاثنتي عشرة والأدوات الاثنتي عشرة. تجاهل الرؤية بشبه الدين الذاتي، وقد ينتج عنه توتر عاطفي أو جسدي أو انهماك بحياة الآخرين عوضًا عن التركيز على الحياة الشخصية.
تحث مجموعات المساعدة الذاتية –مثل منظمة «المدينون المجهولون»- الأفراد على تغيير نظرتهم للعالم. من الضروري لهذه المجموعات أن تسهل هذه العملية على أعضائها لأن تغيير النظرة مترافق مع تغيرات سلوكية واضحة. فمثلًا، يجيب كتيب منظمة «المدينون المجهولون» على سؤال «كيف يصبح الشخص موسرًا باستخدام برنامج منظمة «المدينون المجهولون»؟» والإجابة أن هذا البرنامج يؤدي إلى تغيير مستمر في شخصية العضو. يأتي هذا التغير عبر الوثوق بالبرنامج، وفهم الخطوات الاثنتي عشرة لبرنامج منظمة «المدينون المجهولون».

## وصلات خارجية
- الموقع الرسمي للمنظمة (بالإنجليزية)